# متحف الأطفال كراكاس
متحف الأطفال في كاراكاس (بالإسبانية: Fundación Museo de los Niños) هو متحف في كاراكاس بفنزويلا يهدف إلى تعليم الأطفال العلوم والتكنولوجيا والثقافة والفنون. تأسست من قبل السيدة الأولى السابقة لفنزويلا أليسيا بيتري في عام 1982.